# シャルル・ヴィクトール・エマニュエル・ルクレール
シャルル・ヴィクトール・エマニュエル・ルクレール（Charles Victor Emmanuel Leclerc, 1772年3月17日 - 1802年11月2日）は、フランス革命戦争・ナポレオン戦争期の軍人。ナポレオン・ボナパルトの妹ポーリーヌ・ボナパルトの最初の夫。サントドミンゴ遠征隊の総司令官を務めたが、ハイチ革命中に黄熱病により病死した。

## 生涯
商人の息子であったルクレールは、幼少期にパリ大学に入学し、優秀な成績を収めた。その後軍人となり、フランス革命戦争で功績を挙げ昇進していった。
ナポレオン・ボナパルトとはトゥーロン攻囲戦で出会い、共に戦ってその能力を認められた。1797年にナポレオンの妹であるポーリーヌ・ボナパルトと結婚した。
その後も活躍を続けるが、1801年10月にサン＝ドマング（現：サントドミンゴ）に転任となり、黒人反乱の鎮圧に遭う。ルクレールは現地の指導者であったトゥーサン・ルーヴェルチュールを破って和平協定を結び、その後の騙し討ちでトゥーサンを捕らえフランスに送還した。ルクレールはトゥーサンの捕縛後、ナポレオンに対し島の黒人の半数を抹殺するように書簡で訴えたが、サン＝ドマングの熱帯の気候に適応できなかったため黄熱病にかかり、「黒い吐瀉物にまみれて」病死した。

## 関連作品
- アレホ・カルペンティエル/木村栄一、平田渡：訳 『この世の王国』水声社、1992年7月 - ルクレールとポーリーヌの姿がフィクションとして再構築されている。

## 脚註
1. ↑  エドゥアルド・ガレアーノ/大久保光夫：訳『収奪された大地 ラテンアメリカ五百年』新評論、1986年9月 p.139